# Kasai rex
Kasai rex es un supuesto animal pseudocríptido africano que se afirma sería un dinosaurio carnívoro que sobrevivió hasta nuestros días. Existen descripciones contradictorias del mismo, y los únicos reportes originales sobre apariciones de esta criatura son sospechosos para la mayoría de los criptozoólogos.

## Presuntos encuentros en el valle de Kasai y Rodesia
En 1932 John Johnson (a veces escrito Johanson), un dueño de plantación sueco, viajaba con un sirviente en el valle de Kasai, en el Congo Belga, hoy la República Democrática del Congo. Contaron que se encontraron con un rinoceronte, y, mientras intentaban pasarlo sin ser percibidos, dicen que habrían sido sorprendidos por una supuesta gran criatura que salió de la maleza y atacó al herbívoro. Según el relato, el sirviente huyó, mientras que Johnson se desmayó, y luego, al reanimarse, vio que la misteriosa criatura se estaba comiendo al rinoceronte. «Era rojizo de color, con franjas negruzcas», dijo luego. «Tenía un largo morro con numerosos dientes». El explorador dijo  que pensó que la criatura que supuestamente habrían visto, de unos 13 metros de largo, habría sido un tiranosaurio, aunque también afirmó que «las patas eran gruesas, me recordó a un león, adaptado a la velocidad». Este supuesto hecho fue reportado por el periódico Rhodesia Herald, también en 1932. Extrañamente este ha sido el único reporte para esta supuesta criatura de gran tamaño y carnívora.

## Supuestas fotografías
Se dice que existen dos fotografías del Kasai rex, aunque cada una muestra diferencias radicales con respecto a la otra. Una muestra una criatura parecida a un gran lagarto monitor rodeada de una línea blanca (por lo que la criatura parece ser un recorte de otra fuente), «parada» sobre los restos de un rinoceronte. La otra foto muestra a una criatura, de obvio parecido con un tiranosaurio, comiéndose un rinoceronte. Sin embargo, estas supuestas fotografías no han sido analizadas y probadas como auténticas, y por ello muy pocos criptozoólogos aceptan cualquiera de las dos como «genuinas», y consideran que no existen verdaderas pruebas para considerarlo realmente como un críptido.